# Сурдук
Сурдук је насеље у Србији у општини Стара Пазова у Сремском округу, око 40 km северно од Београда. Према попису из 2022. било је 1202 становника.

## Име
Сурдук је турска реч и значи провалија. Име означава провалију близу Дунава, који протиче поред села. У антици место је било познато као Rittium.

## Историја
У Сурдуку је чест пренумерант српских књига био трговац Матија Вулко.
У бечком листу "Световид", објавио је своју песму Павле Вујевић из Сурдука. Вујевић је месни трговац (1843) који такође набавља књиге претплатом.
Црква Светог Николе у Сурдуку је подигнута 1816. године.
- Добровољно ватрогасно друштво Сурдук пре Другог светског рата
- Добровољно ватрогасно друштво Сурдук после Другог светског рата
- Споменик код цркве у Сурдуку
- Споменик код цркве у Сурдуку. На споменику су и крст и петокрака
- Доњи натпис на споменику
- Крст у центру села
- Имена људи који су дали прилог за подизање крста

## Демографија
У насељу Сурдук живи 1308 пунолетних становника, а просечна старост становништва износи 43,0 година (41,2 код мушкараца и 44,6 код жена). У насељу има 543 домаћинства, а просечан број чланова по домаћинству је 2,93.
Ово насеље је великим делом насељено Србима (према попису из 2002. године).
|             | \| Демографија[4] \| Демографија[4] \| Демографија[4] \| \| Година \| Становника \| Становника \| \| -------------- \| -------------- \| -------------- \| \| 1948. \| 1.687 \| \| \| 1953. \| 1.712 \| \| \| 1961. \| 1.782 \| \| \| 1971. \| 1.467 \| \| \| 1981. \| 1.332 \| \| \| 1991. \| 1.253 \| 1.238 \| \| 2002. \| 1.589 \| 1.622 \| \| 2011. \| 1.397 \| \| |            |
| Демографија | |            |
| Година      | Становника | Становника |
| 1948.       | 1.687 |            |
| 1953.       | 1.712 |            |
| 1961.       | 1.782 |            |
| 1971.       | 1.467 |            |
| 1981.       | 1.332 |            |
| 1991.       | 1.253 | 1.238      |
| 2002.       | 1.589 | 1.622      |
| 2011.       | 1.397 |            |

| Етнички састав према попису из 2002.‍ | Етнички састав према попису из 2002.‍ | Етнички састав према попису из 2002.‍ | Етнички састав према попису из 2002.‍ | Етнички састав према попису из 2002.‍ |
| ------------------------------------ | ------------------------------------ | ------------------------------------ | ------------------------------------ | ------------------------------------ |
|                                      |                                      |                                      |                                      |                                      |
| Срби                                 | Срби                                 |                                      | 1.463                                | 92,07%                               |
| Роми                                 | Роми                                 |                                      | 61                                   | 3,83%                                |
| Словаци                              | Словаци                              |                                      | 10                                   | 0,62%                                |
| Хрвати                               | Хрвати                               |                                      | 7                                    | 0,44%                                |
| Црногорци                            | Црногорци                            |                                      | 6                                    | 0,37%                                |
| Мађари                               | Мађари                               |                                      | 4                                    | 0,25%                                |
| Југословени                          | Југословени                          |                                      | 4                                    | 0,25%                                |
| Словенци                             | Словенци                             |                                      | 2                                    | 0,12%                                |
| Бугари                               | Бугари                               |                                      | 2                                    | 0,12%                                |
| Русини                               | Русини                               |                                      | 1                                    | 0,06%                                |
| Руси                                 | Руси                                 |                                      | 1                                    | 0,06%                                |
| Бошњаци                              | Бошњаци                              |                                      | 1                                    | 0,06%                                |
| непознато                            | непознато                            |                                      | 8                                    | 0,50%                                |

| Година пописа     | 1948. | 1953. | 1961. | 1971. | 1981. | 1991. | 2002. |
| ----------------- | ----- | ----- | ----- | ----- | ----- | ----- | ----- |
| Број домаћинстава | 422   | 450   | 491   | 455   | 449   | 427   | 543   |

| Број чланова      | 1   | 2   | 3  | 4  | 5  | 6  | 7  | 8 | 9 | 10 и више | Просек |
| ----------------- | --- | --- | -- | -- | -- | -- | -- | - | - | --------- | ------ |
| Број домаћинстава | 117 | 155 | 85 | 83 | 57 | 33 | 12 | 1 | 0 | 0         | 2,93   |

| Пол    | Укупно | Неожењен/Неудата | Ожењен/Удата | Удовац/Удовица | Разведен/Разведена | Непознато |
| ------ | ------ | ---------------- | ------------ | -------------- | ------------------ | --------- |
| Мушки  | 643    | 172              | 405          | 34             | 25                 | 7         |
| Женски | 711    | 123              | 390          | 162            | 34                 | 2         |
| УКУПНО | 1.354  | 295              | 795          | 196            | 59                 | 9         |

| Пол    | Укупно                    | Пољопривреда, лов и шумарство | Рибарство                            | Вађење руде и камена | Прерађивачка индустрија       |
| ------ | ------------------------- | ----------------------------- | ------------------------------------ | -------------------- | ----------------------------- |
| Мушки  | 293                       | 157                           | 0                                    | 0                    | 52                            |
| Женски | 178                       | 74                            | 0                                    | 3                    | 24                            |
| УКУПНО | 471                       | 231                           | 0                                    | 3                    | 76                            |
| Пол    | Производња и снабдевање   | Грађевинарство                | Трговина                             | Хотели и ресторани   | Саобраћај, складиштење и везе |
| Мушки  | 2                         | 3                             | 25                                   | 3                    | 12                            |
| Женски | 0                         | 3                             | 22                                   | 3                    | 3                             |
| УКУПНО | 2                         | 6                             | 47                                   | 6                    | 15                            |
| Пол    | Финансијско посредовање   | Некретнине                    | Државна управа и одбрана             | Образовање           | Здравствени и социјални рад   |
| Мушки  | 0                         | 1                             | 7                                    | 4                    | 4                             |
| Женски | 2                         | 6                             | 9                                    | 3                    | 21                            |
| УКУПНО | 2                         | 7                             | 16                                   | 7                    | 25                            |
| Пол    | Остале услужне активности | Приватна домаћинства          | Екстериторијалне организације и тела | Непознато            | Непознато                     |
| Мушки  | 5                         | 0                             | 0                                    | 18                   | 18                            |
| Женски | 0                         | 0                             | 0                                    | 5                    | 5                             |
| УКУПНО | 5                         | 0                             | 0                                    | 23                   | 23                            |